# Silva Verbič
Silva Verbič, slovenska nordijska kombinatorka, * 31. marec 2002. 
Je članica kluba SK Triglav Kranj in slovenske ženske reprezentance v nordijski kombinaciji, v mladinski konkurenci je tekmovala tudi v smučarskih skokih. V svetovnem pokalu je debitirala 18. decembra 2020 na tekmi v Ramsauu, kjer je s 27. mestom tudi prvič osvojila točke svetovnega pokala. 3. decembra 2021 se je na tekmi v Lillehammerju s 14. mestom prvič uvrstila v petnajsterico, 17. decembra pa z desetim mestom v Ramsauu prvič med deseterico.